# The Megas
The Megas — рок-группа из Лос-Анджелеса, исполняющая каверы на музыкальные темы из серии игр Mega Man, с добавлением собственно-написанной лирики. 
Дебютный альбом группы под названием Get Equipped основан на игре Mega Man 2 (NES).

## История
Get Equipped
Однажды Джош Бридин на школьном шоу талантов исполнил кавер-версию песни "I Want to be The One" (Dr. Wily 1-2). Затем он исполнил эту песню для Эрика фон Доуми, своего друга, которого он встретил в Cal State Long Beach. Совместными усилиями они записывают эту композицию. Вскоре была собрана группа The Megas, в которую вступили басист Грэг Снэйдер (Группа Agent 51) и барабанщик Дейв Дженсен.
Вскоре на замену Дейва пришел Майк Левинсон, игравший ранее с Грэгом в Agent 51. 
Затем The Megas организовали собственную студию, которая получила название "Dr. Light Studios" и сосредоточились на записи первого альбома, который вышел в 2008-м году.
В следующем году на Facebook'овской странице группы, было сказано, что группа приступает к записи своего второго полноценного альбома.
24 августа, 2009 года вышел мини-альбом Megatainment, который был записан совместно с группой Entertainment System.
4 февраля 2010 года вышел акустический альбом Get Acoustic.
18 июля, 2010, The Megas выпустили свой первый сингл к предстоящему альбому, названный "Sparked a War".
В 2012 году The Megas выпустили второй полноценный альбом под названием "History Repeating - Blue"

## Дискография
Демо альбомы:
- Demo Get (2006)

Студийные альбомы:
- Get Equipped (2008) - дебютный альбом
- History Repeating: Blue (2012) - второй альбом
- History Repeating: Red (2014) - третий альбом

Мини-альбомы, синглы:
- Megatainment (2009) - выпущен совместно с группой Entertainment System
- Sparked a War (2010) - сингл к альбому с названием History Repeating: Blue
- Fly on a Dog (2012) - сингл к грядущему альбому с названием History Repeating: Red
- The Belmonts (2016)
- Skulls (2018)
- Snakes (2020)

Ремиксовые альбомы:
- Get Acoustic (2010) - акустическая версия дебютного альбома Get Equipped

## Видеография
Клипы:
- Metal Dance
- Programmed to Fight
- The Quick and The Blue